# Uroš Ćosić
Uroš Ćosić (cyr. Урош Ћосић, ur. 24 października 1992 w Belgradzie) – serbski piłkarz występujący na pozycji obrońcy. Obecnie zawodnik AEK Ateny.

## Kariera klubowa
Uroš jest wychowankiem Crvenej zvezdy, a wieku 17 lat trafił do CSKA Moskwa. Tam nie udało mu się zaliczyć żadnego występu, więc został wypożyczony z powrotem do Serbii. Sezon 2012/2013 spędził na wypożyczeniu w Pescarze, która po zakończeniu sezonu zdecydowała się wykupić go za 900 tysięcy Euro. Jego klub jednocześnie spadł do Serie B, a liczne kontuzje nie pozwalały mu na regularną grę w sezonie po spadku. Zimą 2015 roku został wypożyczony do Frosinone Calcio, a w jego miejsce przyszedł z tej drużyny Andrea Gessa. Ze swoim nowym klubem zajął w lidze 2. miejsce, co dało Frosinone historyczny awans do Serie A. Pescarze awansu nie udało się wywalczyć, przez co po powrocie do klubu został wykupiony przez Empoli FC, grające w najwyższej lidze. W sezonie 2015/2016 doznał poważnej kontuzji łąkotki, w wyniku której stracił pół sezonu. W kolejnym sezonie również nie grał regularnie, w efekcie czego po zakończeniu sezonu trafił do AEK Ateny. W barwach AEK-u już w pierwszym sezonie wywalczył tytuł mistrza kraju. Latem 2019 odszedł do rumuńskiego klubu Universitatea Krajowa. We wrześniu 2020 zasilił skład Szachciora Soligorsk, ale nie zagrał żadnego meczu i 30 października kontrakt został rozwiązany. Na początku stycznia 2021 zasilił skład greckiego klubu AE Larisa, a 23 sierpnia 2021 przeniósł się do cypryjskiego PAEEK Kirenia.